# Dun Karm Psaila
Dun Karm Psaila, nom amb què és conegut Carmelo Psaila (Żebbuġ, 18 d'octubre de 1871 - La Valletta, 13 d'octubre de 1961) fou un escriptor i religiós maltès, conegut sobretot per ser autor del poema que s'ha convertit en l'himne nacional maltès: L-Innu Malti.

## Vida i obra
Fill d'una família modesta, estudià primer al seminari i després filosofia (1888) i teologia (1890) a la Universitat de Malta. Fou ordenat sacerdot el 1894. Fou professor de diverses matèries al seminari i treballà també a la Biblioteca Nacional de Malta.
Fou autor d'algunes obres en italià, llengua en la qual havia rebut tot el seu ensenyament, però a partir de 1912 començà a escriure també en maltès. Per fer-ho, utilitzà el pseudònim Dun Karm Psaila (dun és la partícula per adreçar-se als sacerdots). Escriví sobretot poesia; també himnes religiosos. Escrigué la lletra del que esdevindria l'himne nacional maltès el 1921 per encàrrec. La peça s'estrenà el 1923, però no esdevindria oficialment himne nacional fins a la independència i la constitució de 1964.

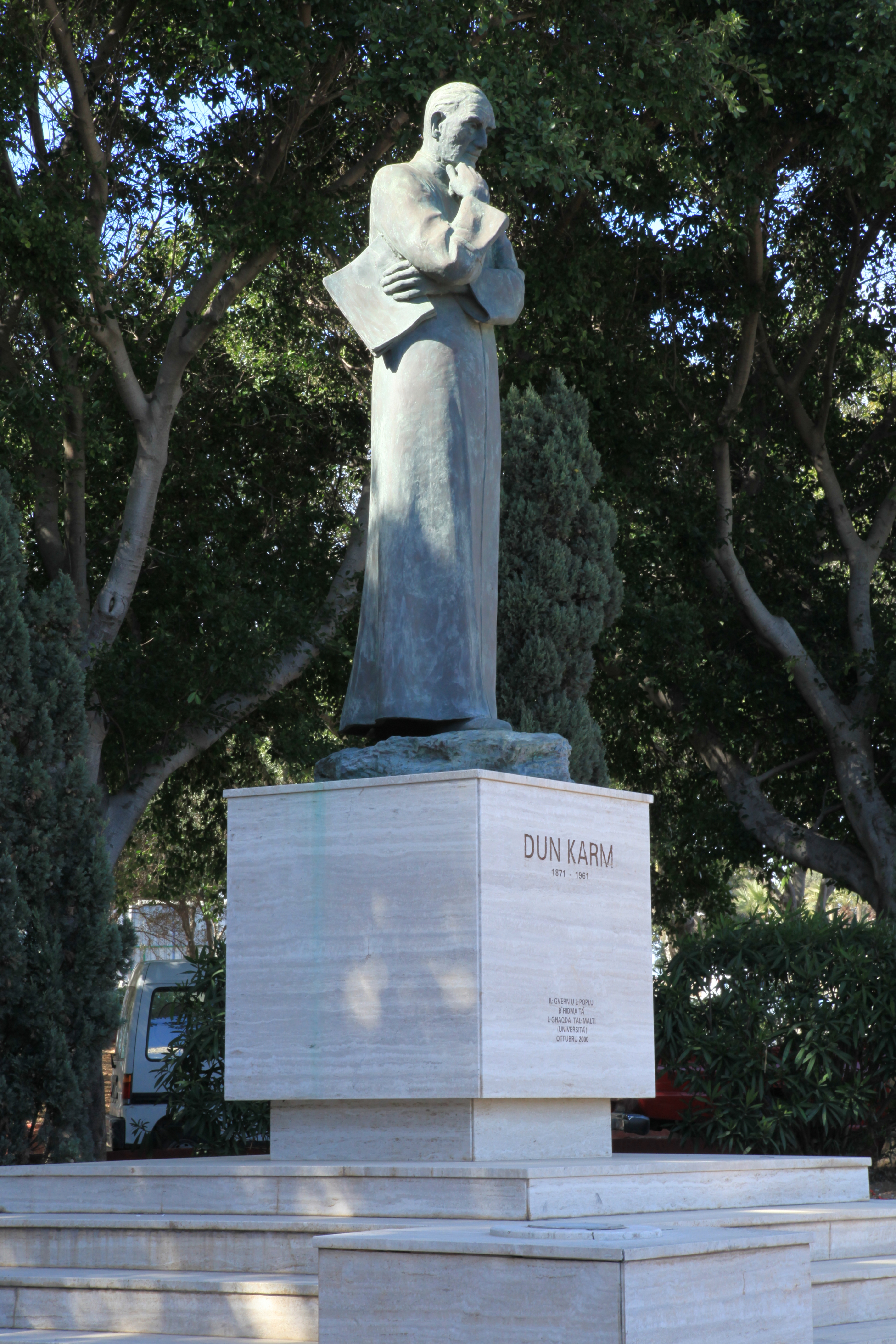
Monument a Dun Karm Psaila a Floriana

A més de la seva activitat literària i com a religiós, fou autor també d'un diccionari anglès-maltès Dizzjunarju Ingliż u Malti (3 vol. 1947-1955). Fou fundador i promotor de l'associació d'escriptors maltesos (Ghaqda tal- kittieba tal-Malti). Actualment se'l considera el poeta nacional maltès.